# Johan Persson i Årsta
Johan Persson (i riksdagen kallad Persson i Årsta), född 28 april 1801 i Vaksala socken i Uppsala län, död där 23 maj 1869, var en svensk lantbrukare och politiker. Han företrädde bondeståndet i Lagunda, Hagunda, Ulleråkers, Bälinge, Vaksala och Rasbo härader vid ståndsriksdagen 1865–1866.
Johan Persson var son till rusthållaren Per Jansson, och innehade rusthållet Årsta i Vaksala socken, blev nämndeman och landstingsman samt var 1855–1869 ledamot av styrelsen för Uppsala läns brandstodsbolag. Han var ledamot av bondeståndet vid samtliga riksdagar från 1840 till ståndstidens slut och tillhörde därunder bevillningsutskottet 1844–1851 och konstitutionsutskottet 1853–1866. Persson var ingen framstående talare men kunnig i riksdagsfrågorna, särskilt angående jordbeskattningen, och var 1848–1863 bondeståndets fullmäktige i Riksgäldskontoret. Till en början utpräglat frisinnad följde han på 1850-talet med i ståndsmajoritetens allmänna svängning åt höger, troligen för att därigenom verksammare kunna befrämja Uppsalas järnvägsintressen.